# Lollypop
Lollypop（ロリポップ）はGNOMEデスクトップ環境向けの音楽プレーヤー。軽量でモダン、かつGNOMEデスクトップ環境で十分に動作することを目標に設計されている。

## 概要
複数の音声ファイルフォーマット（mp3やFLACなど）に対応し、歌詞の取得やカバーアートの自動ダウンロード、MTP経由でのAndroid端末との同期、Last.fmやLibre.fmとの連携機能などを備えている。
また、Ubuntuのコミュニティでは、デフォルトの音楽プレーヤーをRhythmboxからLollypopに変更する提案がなされたことがある。

## ディストリビューションでの対応
Lollypopは、サードパーティのレポジトリを導入することなどにより、下記にあるものを中心としたLinuxディストリビューションで利用できるほか、Flatpakを用いてもインストールすることが可能である。
- Ubuntu
- Fedora
- openSUSE
- Arch Linux